# Atletism la Jocurile Olimpice de vară din 2020 - 10.000 m (feminin)
Proba de 10.000 de metri feminin de la Jocurile Olimpice de vară din 2020 a avut loc la data de 7 august 2021 pe Stadionul Național al Japoniei.

## Recorduri
Înaintea acestei competiții, recordurile mondiale și olimpice erau următoarele:
| Record  | Atlet             | Timp         | Loc                      | Data           |
| ------- | ----------------- | ------------ | ------------------------ | -------------- |
| Mondial | Almaz Ayana (ETH) | 29:17,45 min | Rio de Janeiro, Brazilia | 12 august 2016 |
| Olimpic | Almaz Ayana (ETH) | 29:17,45 min | Rio de Janeiro, Brazilia | 12 august 2016 |

## Program
Orele sunt ora Japoniei (UTC+9) 
| Data                   | Oră   | Etapă  |
| ---------------------- | ----- | ------ |
| Sâmbătă, 7 august 2021 | 19:00 | Finala |

### Finala
| Loc | Atletă                    | Țară                       | Timp                 | Note      |
| --- | ------------------------- | -------------------------- | -------------------- | --------- |
| 1   | Sifan Hassan              | Olanda                     | 29:55,32             |           |
| 2   | Kalkidan Gezahegne        | Bahrain                    | 29:56,18             |           |
| 3   | Letesenbet Gidey          | Etiopia                    | 30:01,72             |           |
| 4   | Hellen Obiri              | Kenya                      | 30:24,27             | PB        |
| 5   | Francine Niyonsaba        | Burundi                    | 30:41,93             | RN        |
| 6   | Irene Chepet Cheptai      | Kenya                      | 30:44,00             | PB        |
| 7   | Ririka Hironaka           | Japonia                    | 31:00,71             | PB        |
| 8   | Konstanze Klosterhalfen   | Germania                   | 31:01,97             |           |
| 9   | Eilish McColgan           | Marea Britanie             | 31:04,46             |           |
| 10  | Emily Sisson              | Statele Unite ale Americii | 31:04,46             |           |
| 11  | Yasemin Can               | Turcia                     | 31:10,05             | SB        |
| 12  | Karissa Schweizer         | Statele Unite ale Americii | 31:19,96             |           |
| 13  | Alicia Monson             | Statele Unite ale Americii | 31:21,36             |           |
| 14  | Andrea Seccafien          | Canada                     | 31:36,36             |           |
| 15  | Dolshi Tesfu              | Eritreea                   | 31:37,98             |           |
| 16  | Sheila Chelangat          | Kenya                      | 31:48,23             |           |
| 17  | Jessica Judd              | Marea Britanie             | 31:56,80             |           |
| 18  | Meraf Bahta               | Suedia                     | 32:10,49 (32:10,483) |           |
| 19  | Camille Buscomb           | Noua Zeelandă              | 32:10,49 (32:10,489) | SB        |
| 20  | Dominique Scott           | Africa de Sud              | 32:14,05             |           |
| 21  | Hitomi Niiya              | Japonia                    | 32:23,87             | SB        |
| 22  | Yuka Ando                 | Japonia                    | 32:40,77             |           |
| 23  | Selamawit Teferi          | Israel                     | 32:46,46             |           |
| 24  | Mercyline Chelangat       | Uganda                     | 33:10,90             |           |
|     | Tsigie Gebreselama        | Etiopia                    | NT                   |           |
|     | Karoline Bjerkeli Grøvdal | Norvegia                   | NT                   |           |
|     | Susan Krumins             | Olanda                     | NT                   |           |
|     | Sarah Lahti               | Suedia                     | NT                   |           |
|     | Tsehay Gemechu            | Etiopia                    | DS                   | TR 17.3.2 |